# Grgur V.
Grgur V. znan i kao Brun iz Saske, sin hercega Otona iz Koruške i pranećak cara Otona Velikog, bio je papa od 996. do 999. godine. Bio je prvi papa Nijemac; postavio ga je Oton III. kojega je Grgur 996. okrunio za cara Svetog Rimskog Carstva.
Do koncila u Paviji (997.) Grgur V. je imao rivala u obliku protupape Ivana XVI. (997. – 998.), kojega su rimski plemići postavili za papu, kao vid otpora mladom caru Otonu III., papinom rođaku. Carske trupe su 998. godine umarširale u Rim i okrutno se obračunale s provokatorima; javno su osakatile i ponizile protupapu, te objesile rimske urotnike s gradskih zidina.
Zbog toga se iznenadna smrt Grgura V. sljedeće godine smatra djelom osvete.